# کارل کرومباخر

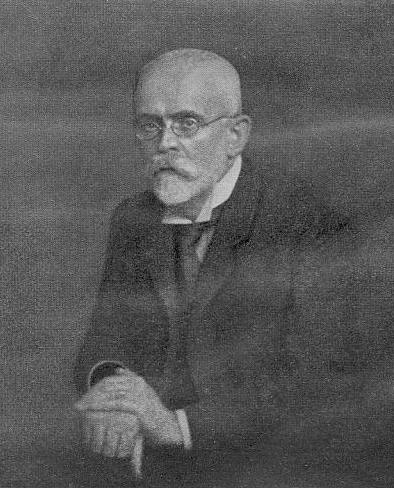
کارل کرومباخر

کارل کرومباخر (زاده ۲۳ سپتامبر ۱۸۵۶ – درگذشته ۱۲ دسامبر ۱۹۰۹) یک پژوهشگر آلمانی و متخصص زبان ، ادبیات ، تاریخ و فرهنگ یونانی بیزانس بود. او یکی از بنیانگذاران اصلی مطالعات بیزانس به عنوان یک رشته دانشگاهی مستقل در دانشگاه های مدرن بود. 
کرومباخر در پادشاهی باواریا به دنیا آمد. او در دانشگاه‌های مونیخ و لایپزیگ در رشته زبان شناسی کلاسیک و زبان شناسی هندواروپایی تحصیل کرد. در سال ۱۸۷۹ در آزمون دولتی (Staatsexamen) پذیرفته شد و پس از آن تا سال ۱۸۹۱به عنوان معلم مدرسه فعال بود. در سال ۱۸۸۳ دکترای خود و در سال ۱۸۸۵درجه‌ی استاد تمامی خود را در زبان‌‎شناسی یونان قرون وسطی و یونان نوین دریافت کرد. از سال ۱۸۹۷ او استاد زبان و ادبیات یونانی قرون وسطی و نوین در دانشگاه مونیخ بود و کرسی تازه ایجاد شده مطالعات بیزانس را در اختیار داشت، اولین کرسی استادی در این موضوع در جهان. کرومباخر مجله بیزانس (۱۸۹۲)،، قدیمی ترین مجله دانشگاهی مطالعات بیزانس، و آرشیو بیزانس (۱۸۹۸) را تأسیس کرد. همکار او در آن زمان بوژیدار پروکیچ ، از بیزانس گرایان مشهور بلگراد بود. او در سال ۱۹۰۹ در مونیخ درگذشت. جانشین او به عنوان استاد مطالعات بیزانس، آگوست هایزنبرگ، پدر فیزیکدان ورنر هایزنبرگ بود.
مهمترین اثر او تاریخ ادبیات بیزانس از ژوستینیان تا سقوط امپراتوری روم شرقی در سال ۱۸۹۱ است. نسخه‌ی دوم در سال ۱۸۹۷، با همکاری آلبرت ارهارد (بخش الهیات) و هاینریش گلزر (طرح کلی تاریخ بیزانس، ۱۴۵۳-۳۸۵ پس از میلاد) منتشر شد. ارزش این اثر با کتاب‌شناسی طولانی آن بسیار افزایش یافت و برای چندین دهه به عنوان یک کتاب درسی استاندارد باقی ماند.
سفرهای گسترده کرومباخر در یونان و امپراتوری عثمانی اساس کتاب سفر یونانی (۱۸۸۶) او شد.  از آثار برجسته او می‌توان به مطالعاتی درباره اشعار مایکل گلیکاس (۱۸۹۴)  و کاسیا (۱۸۹۷)  و مقاله های محبوب(۱۹۰۰) اشاره کرد. در مسئله زبان نوشتاری یونانی جدید (۱۹۰۲) او به شدت با تلاش‌های پاک‌گرایان کاتارووسا برای معرفی سبک کلاسیک به زبان و ادبیات یونانی مدرن مخالفت کرد.  فهرست کاملی از آثار او در نسخه یادبود مجله بیزانس منتشر شد. 

## همچنین ببینید
- اسکندر کژدان